# فابیو کارتا
فابیو کارتا (ایتالیایی: Fabio Carta؛ زادهٔ ۶ اکتبر ۱۹۷۷) اسکیت‌باز سرعت اهل ایتالیا است.